# عبد الوهاب نوري
عبد الوهاب نوري (ولد في 15 فبراير 1952 بأريس)، سياسي جزائري، كان وزيرًا لتهيئة الإقليم والسياحة والصناعات التقليدية، من 11 يونيو 2016 حتى 24 مايو 2017.

## مهنة
- وزير الفلاحة والتنمية الريفية
- والي (عين الدفلى - سكيكدة - سطيف - تلمسان)
- رئيس دائرة (تمالوس - قايس)
- مدير مركز قالمة للتكوين الإداري
- مستشار والي (سكيكدة - بومرداس)
- قاضي التحقيق - قاضي التحقيق في محكمة باتنة
- كبير مفتشي المالية

## تكوين
شهادة في القانون الخاص.